# ألبرتو تومبا

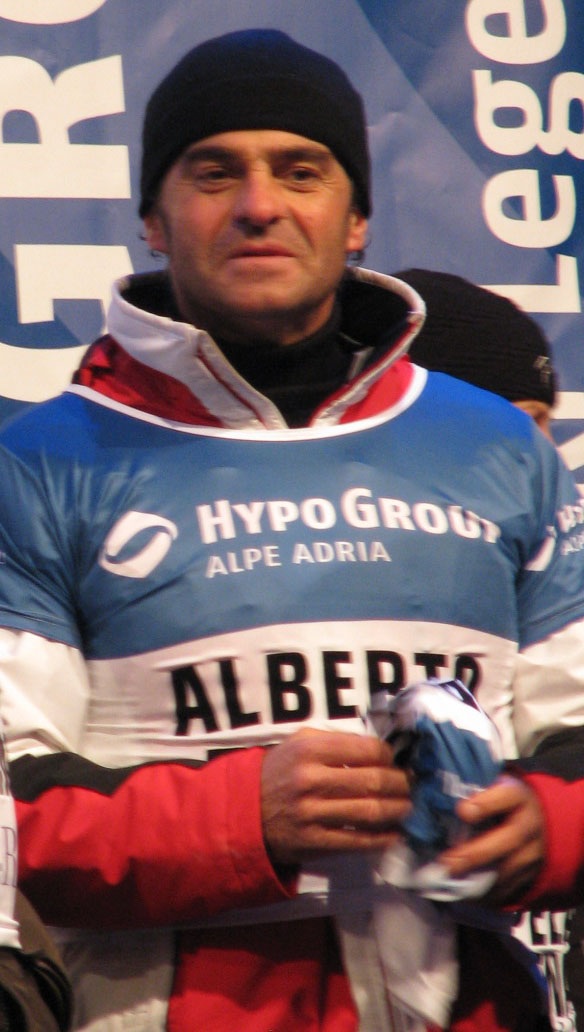
ألبرتو تومبا.

ألبرتو تومبا (Alberto Tomba) هو لاعب أولمبي لرياضة التزلج على المنحدرات الجليدية من إيطاليا. شارك في الأولمبياد الشتوي في 1988–1994، وفاز بما مجموعه 5 ميداليات.

## الميداليات
| ذهب | فضة | برونز | المجموع |
| 3   | 2   | 0     | 5       |

## روابط خارجية
- ألبرتو تومبا على موقع IMDb (الإنجليزية)
- ألبرتو تومبا على موقع الموسوعة البريطانية (الإنجليزية)
- ألبرتو تومبا على موقع روتن توميتوز (الإنجليزية)
- ألبرتو تومبا على موقع أول موفي (الإنجليزية)
- ألبرتو تومبا على موقع إن إن دي بي (الإنجليزية)
- ألبرتو تومبا على موقع قاعدة بيانات الفيلم (الإنجليزية)
- ألبرتو تومبا على موقع الاتحاد الدولي للتزلج (التزلج على المنحدرات الثلجية) (الإنجليزية)
- ألبرتو تومبا على موقع اللجنة الأولمبية الدولية (الإنجليزية)
- ألبرتو تومبا على موقع أوليمبيديا (الإنجليزية)
- ألبرتو تومبا على موقع اللجنة الأولمبية الإيطالية (الإيطالية)